# 大法官克鲁森住宅
36°4′7.4″N 120°19′28″E / 36.068722°N 120.32444°E
大法官克鲁森住宅，又称日本总领事住宅，是位于中国山东省青岛市市南区江苏路27号的一座住宅，建于1910年，最初为青岛德占时期胶澳皇家法院大法官格奥尔格·克鲁森的住宅，后来先后成为日本驻青总领事官邸、青岛市长李先良宅邸，现为青岛市公安局经济犯罪侦查支队使用，为市南区一般不可移动文物。

## 历史

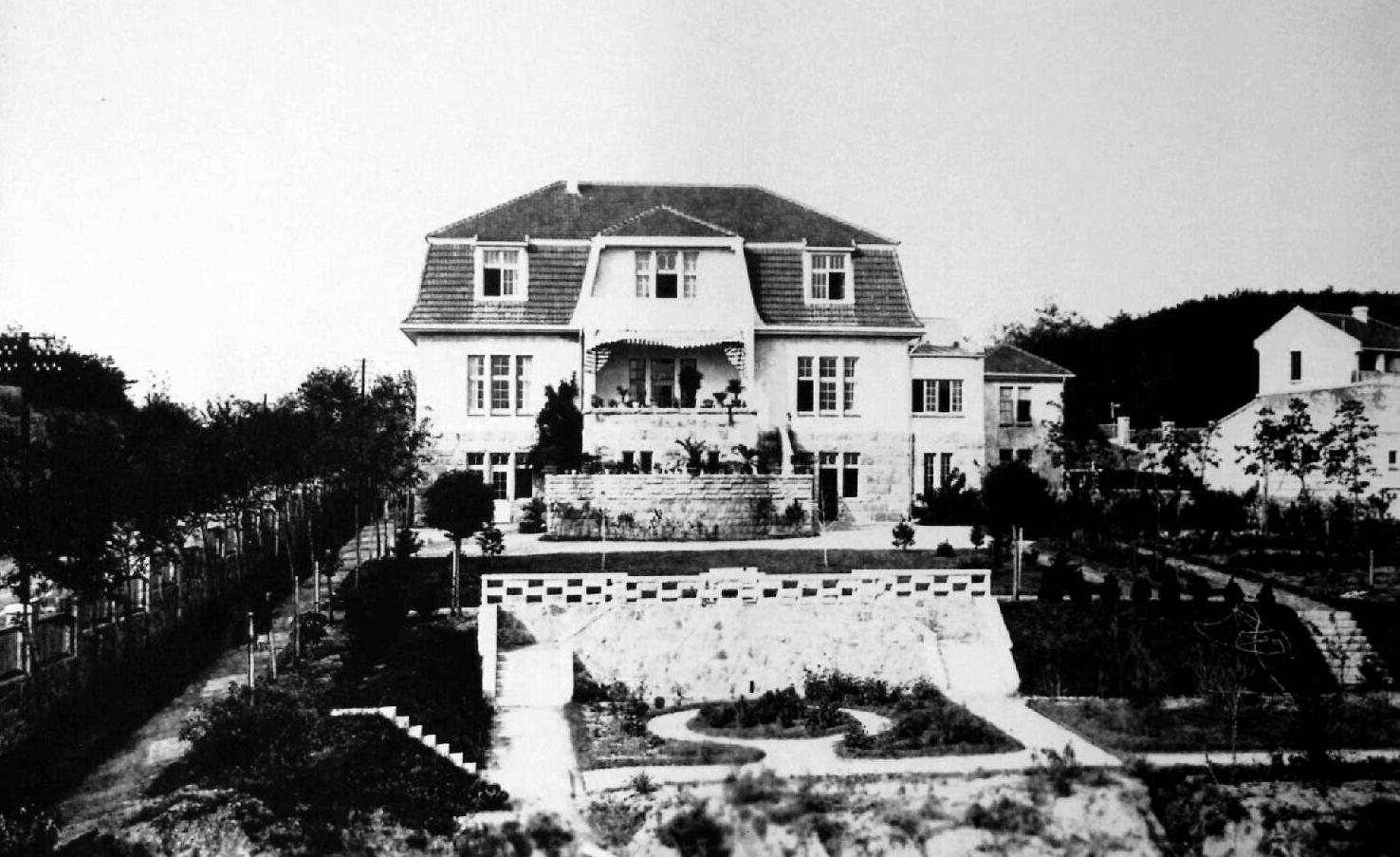
建成之初的克鲁森住宅

格奥尔格·克鲁森（德語：Georg Crusen）1902年9月2日到青岛就任皇家大法官（Kaiserlicher Oberrichter），最初居住于俾斯麦街（Bismarckstraße，今江苏路）伊伦娜街（Irenestraße，今湖南路）路口西北角，胶澳总督府为高级官员建设的住宅中，即前任大法官格奥尔格·魏尔克（Georg Wilke）的住宅。1909年5月，克鲁森在青岛结婚，遂于1910年1月出资2687.54元购置了俾斯麦大街、伊丽莎白路（Elisabethweg，今齐东路）路口一块3238平方米的地块，并委托当时青岛最大的建筑商广包公司（F. H. Schmidt）在此建设新宅，建成当年即入住。
1914年8月青岛战役爆发后，克鲁森之妻携子女赴上海避难，克鲁森于日军占领青岛后的11月离开青岛去往上海，其住宅被日本陆军青岛守备军没收，供日本军政要员居住。1922年12月，北洋政府收回青岛主权，根据中日双方的协定，此处地产由日本政府保留。次年日本驻青岛总领事馆设立后，该住宅成为日本驻青岛总领事官邸，森安三郎、堀内謙介等1945年前历任总领事均在此居住。
日本投降后的1945年9月，青岛保安总队总队长李先良作为国民政府新任命的青岛市市长进驻市区，并入住该住宅。1948年7月，李先良被免职，将该住宅转让给中国纺织建设公司青岛分公司经理范澄川。范澄川当时居住在华山路，因其组织青岛各纺织厂参与中国共产党发起的反南迁护厂运动，被国民党特务威胁，感觉住所不安全，便于1949年3月携全家搬入江苏路住宅。
1949年青岛解放后，该住宅交由青岛市人民政府管理。有资料称该楼曾为中共青岛市委统战部办公楼。1954年12月，江苏路街道办事处在此成立。1958年11月，江苏路街道办事处迁往齐东路，该楼交予公安机关使用，现为青岛市公安局经济犯罪侦查支队所在地。2006年5月20日，该建筑列入第二批青岛市历史优秀建筑。2012年11月6日，该建筑以“日本总领事住宅旧址”之名列入市南区未核定为文物保护单位的不可移动文物（一般不可移动文物）名录。

## 建筑特色

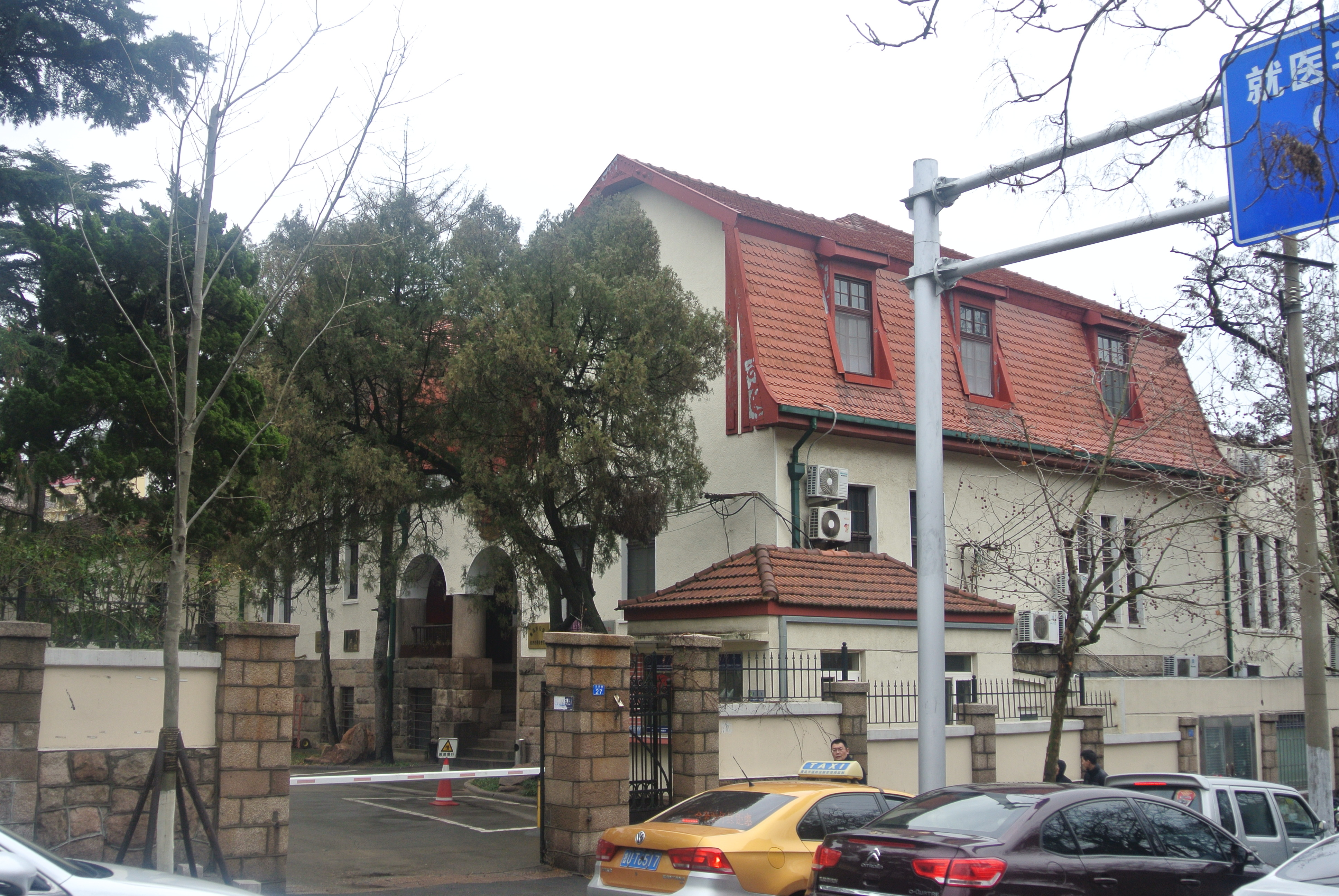
克鲁森住宅西北角，2020年1月

克鲁森住宅位于江苏路北段的坡地上，依其地势可远眺大海。住宅高二层，南立面呈对称布局，墙基至一层外墙砌筑粗面花岗岩，立面中央二层设有外阳台，其前方建有粗面花岗岩砌成的露台，上方檐口处起山墙，以突出中轴并丰富屋顶线条。北立面大致为三段式对称布局，两端各起一山墙，中段为双拱券门廊，以花岗岩圆柱支撑，门廊内侧为主入口。屋顶为红瓦蒙莎屋顶。其地块狭长，住宅南侧顺应地势建有下沉式花园。
克鲁森住宅相对于德占时期早期住宅，建筑平面清晰、外立面较为平整简洁、很大程度上放弃使用装饰，与附近的赫尔曼·索尔夫住宅等其他住宅较为相似，体现了德占时期后期建筑的特点，同时反映了德国国内当时的建筑艺术风潮。